# Gerador de corrente de maré

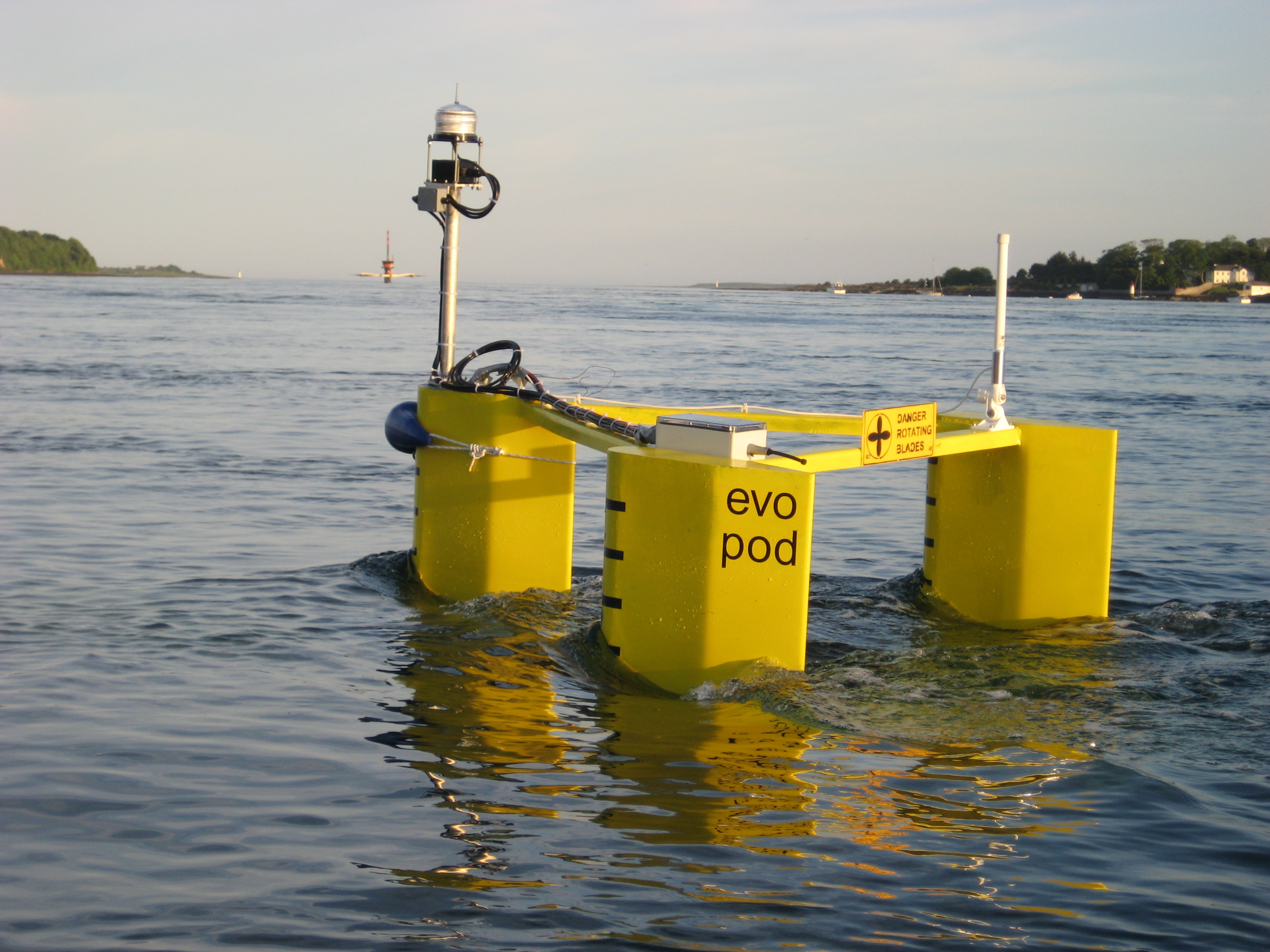
Evopod, uma alternativa semi submersível de gerador de corrente de maré.

Um gerador de corrente de maré, também chamado de conversor de energia maremotriz é uma máquina que extrai energia do movimento de massas de água, em particular de maré, embora o termo seja frequentemente usado em referência a máquinas projetadas para coletar energia do corrimento de um rio ou de pontos de maré estuaria. Certos tipos de maquinas do gênero funcionam de forma similar a aerogeradores e são por isso também chamadas de turbinas de maré. Ela foi concebida na década de 1970, durante a crise do óleo.
Geradores de corrente de maré são o meio mais barato e menos ecologicamente prejudicial entre os principais tipos de extração de energia maremotriz.